# Чечевиця тибетська
Чечевиця тибетська (Carpodacus roborowskii) — вид горобцеподібних птахів родини в'юркових (Fringillidae). Ендемік Китаю. Вид названий на честь російського дослідника Центральної Азії Всеволода Роборовського. Раніше його відносили до монотипового роду Тибетська чечевиця (Kozlowia), однак за результатами молекулярно-генетичного дослідження вид був переведений до роду Чечевиця (Carpodacus).

## Опис
Довжина птаха становить 17-18 см. Довжина крила становить 121-123 мм, довжина хвоста 90 мм, довжина дзьоба 12 мм. Виду притаманний статевий диморфізм. У самців голова темно-бордова, пера на потилиці світліші, темно-червоні, пера на спина і плечах блідо-сірі з блідо-рожевими або червонуватими кінчиками, що часто формують смугастий візерунок. Надхвістя і верхні покривні перв хвоста світло-рожеві, нижня частина тіла рожева, боки знизу мають оранжево-червоний відтінок, гузка білувата. Крила і хвіст темно-коричневі з рожевими краями. Покривні пера крил блідо-коричневі, одразу після линьки вони мають світло-рожеві края. Очі темно-карі, навколо очей чорнуваті кільця, дзьоб тонкий, загострений, жовтуватий з чорним кінчиком, лапи чорнуваті.
У самиць голова і нижня частина тіла охристі, поцяткована темними смужками. Спина коричневі, поцяткована темними смужками, на надхвістя і верхніх покривних перах хвоста смужки відсутні. Крила і хвіст темно-коричневі з охристими краями. Забарвлення молодих птахів, імовірно, є подібним до забарвлення самиць.

## Поширення і екологія
Тибетські чечевиці мешкають на північному сході Тибетського нагір'я, в східних передгір'ях гір Бурхан-Будда, на півдні гір Аньє-Мачен та в горах Бокалигтаг в центральному Цинхаї. Вони живуть в кам'янистих пустелях та на кам'янистих сланцевих плато — в місцевості, в якій не живуть інші види птахів, за винятком перлистих катуньчиків. Зустрічаються поодинці або парами, на висоті від 4500 до 5400 м над рівнем моря. Живляться переважно насінням, а також бруньками і ягодами шолудивника, влітку іноді дрібними безхребетними.